# 9 del Pegàs
9 del Pegàs o 9 Pegasi (9 Peg / HD 206859 / HR 8313) és un estel en la constel·lació de Pegàs de magnitud aparent +4,34. Es troba aproximadament a 923 anys llum del Sistema Solar.
9 Pegasi es una supergegant groga de tipus espectral G5Ib amb una temperatura efectiva de 4910 ± 100 K. A partir del valor del seu diàmetre angular, obtingut de manera indirecta —2,57 mil·lisegons d'arc—, es pot estimar el seu radi, resultant ser aquest 78 vegades més gran que el radi solar. Gira sobre si mateixa amb una velocitat de rotació projectada de 9,9 km/s. Brilla amb una lluminositat 1100 vegades major que la lluminositat solar; malgrat aquesta elevada xifra, és una supergegant «menor», la qual cosa es reflecteix en la b del seu tipus espectral. La seva metal·licitat —abundància relativa d'elements més pesants que l'heli— és comparable a la del Sol ([Fe/H] = -0,03). Encara que la seva massa estimada és de 7,1 ± 0,4 masses solars, no és prou massiva per finalitzar la seva vida esclatant com una supernova. Té una edat aproximada de 43 milions d'anys.
9 Pegasi està catalogada com un possible estel variable, però la seva variabilitat no ha estat confirmada.